# Светско првенство у пливању 2013 — 100 метара делфин за мушкарце
Такмичење у дисциплини 100 метара делфин за мушкарце на Светском првенству у пливању 2013. одржано је у оквиру 15 ФИНА Светског првенства у воденим спортовима у Барселони 2. и 3. августа у вишенаменској Дворани Сант Ђорди.

## Земље учеснице
Учествовало је ... пливача из ... земаља.

## Рекорди пре почетка такмичења
(28. јул 2013)
| Рекорд                                    | Име         | Земља | Резултат | Место | Датум           |
| ----------------------------------------- | ----------- | ----- | -------- | ----- | --------------- |
| Светски рекорд Рекорд светских првенстава | Мајкл Фелпс | САД   | 49,82    | Рим   | 1. август 2009. |

## Победници
| Дисциплина |  |  |
|            |  |  |

## Квалификационе норме
| А норма | Б норма |
| ------- | ------- |
| 52,57   | 54,41   |

## Сатница
| Датум          | Време | Коло          |
| -------------- | ----- | ------------- |
| 2. август 2013 |       | Квалификације |
| 2. август 2013 |       | Полуфинале    |
| 3. август 2013 |       | Финале        |

## Резултати

### Квалификације
| Пласман | Група | Стаза | Пливач | Земља | Време | Белешка |
| ------- | ----- | ----- | ------ | ----- | ----- | ------- |
|         |       |       |        |       |       |         |

### Полуфинале
| Пласман | Група | Стаза | Пливач | Земља | Време | Белешка |
| ------- | ----- | ----- | ------ | ----- | ----- | ------- |
|         |       |       |        |       |       |         |

### Финале
| Пласман | Стаза | Пливач | Земља | Време | Белешке |
| ------- | ----- | ------ | ----- | ----- | ------- |
|         |       |        |       |       |         |
|         |       |        |       |       |         |
|         |       |        |       |       |         |
|         |       |        |       |       |         |